# ناتالیا ایساکوا
ناتالیا ایساکوا (روسی: Наталья Исакова؛ زادهٔ ۲۳ اکتبر ۱۹۶۶) اسکیت‌باز سرعت اهل اتحاد جماهیر شوروی سوسیالیستی است.